# Nevicata del 1985

Milano, largo La Foppa sotto la neve

La nevicata del 1985 (nota, nell'Italia settentrionale, come nevicata del secolo) fu una precipitazione nevosa molto intensa che si abbatté su gran parte dell'Italia centro-settentrionale e in parte di quella meridionale, tra il 13 e il 16 gennaio 1985 (in realtà la data riguarda il nord d'Italia, mentre per il centro e meridione la grande nevicata arrivò già il 6 Gennaio, giorno della Befana, persino a Roma dove la neve è un evento rarissimo) provocando grandi disagi. Fu causata dalla contemporanea ondata di freddo che interessò la penisola nello stesso mese.

## Inverno 1984/1985

### Condizioni climatiche generali
L'inverno tra il 1984 e il 1985, nei mesi di dicembre e gennaio, fu particolarmente rigido, caratterizzato da temperature sempre più basse a causa di un'anomalia termica della stratosfera che provocò il congiungimento dell'anticiclone delle Azzorre con quello polare, permettendo la discesa di aria artico-continentale sull'Europa.

### Il gennaio 1985
A partire dal 4 gennaio, una massiccia ondata di gelo proveniente dall'artico russo (più precisamente dal mare di Kara) raggiunse il mar Mediterraneo, avanzando con estrema velocità.

Nevicata nella notte del 15 gennaio a Milano

L'ondata di gelo, in un primo momento, provocò estese nevicate su Toscana, Umbria, Marche, Lazio (Roma compresa), Campania e anche, in misura minore, in Pianura Padana (sebbene non si trattasse di un fenomeno eccezionale per il clima dell'Italia settentrionale). A causa dell'inversione termica e dell'effetto albedo, le temperature minime in Toscana ed Emilia-Romagna scesero anche al di sotto di -20 °C.
In seguito, tra il 13 e il 16 gennaio 1985, una depressione centrata sul mar di Corsica provocò quella che (assieme alle altre che seguirono nei giorni successivi) è ancor oggi ricordata a Milano come la nevicata del secolo o la nevicata del 1985, essendo stata la nevicata più intensa mai registrata a Milano nel XX secolo.
In una sola nevicata, che durò oltre 72 ore, caddero tra i 70 e i 90 cm di neve. Il totale dei centimetri di depositatisi raggiunse livelli record: 20 centimetri a Genova, 30 a Venezia, 40 a Padova e Treviso, 50 a Udine e Vicenza, 60 a Biella, 80 a Bologna, 90 a Brescia e Torino, 110 a Como, 122 a Varese, 125 a Belluno fino a 160 cm in Valganna a nord di Varese. Da 130 a 150 cm a Trento. A Milano, dopo 4 giorni e 3 notti di nevicata, il manto nevoso arrivava fino a 90 cm. Nevicò addirittura a Cagliari e in tutta la Sardegna.

## Conseguenze

L'angolo tra piazza De Angeli e via Faruffini durante la nevicata. Al centro, il jumbo tram nº 24, diretto a San Siro

L'eccezionalità del fenomeno provocò caos e problemi in tutto il Nord Italia, impreparato a una simile situazione. Inoltre, parte delle attrezzature antineve della metropoli lombarda erano state precedentemente inviate a Roma, dal momento che la capitale era già stata bloccata, il 6 gennaio, da una nevicata di dimensioni anomale per il luogo.
Milano restò bloccata per tre giorni, con le strade invase da bambini in slittino e buontemponi con gli sci. Alcune strade furono nuovamente rese agibili al traffico dopo l'intervento dei carri armati della caserma Perucchetti, ubicata entro la città, per cercare di liberare le strade principali urbane schiacciando e spostando la neve. Vennero impiegati 650 militari di leva del terzo battaglione trasmissioni Spluga, del reggimento artiglieria a cavallo "la Voloire", del terzo battaglione logistico di manovra Bersaglieri della brigata Goito e del secondo battaglione bersaglieri "Governolo" (Legnano), tutti acquartierati in caserme entro la città o nei dintorni. Solamente le automobili con le catene montate sulle ruote erano in grado di circolare per le strade cittadine; la rampa di salita sul ponte della Ghisolfa rimase bloccata per ore, a causa della sbandata di un autoarticolato scivolato sulla neve depositatasi sul manto stradale.
Per il carico eccessivo della neve, crollò il tetto del velodromo Vigorelli, mentre il nuovo palazzo dello sport (costruito nove anni prima nei pressi dello stadio di San Siro) rimase completamente distrutto e mai più ricostruito. I tetti di molti altri edifici pubblici e privati crollarono a causa del peso della neve accumulatasi, tra cui uno dei due padiglioni palestra della scuola del Sole, nel parco Trotter, mentre lungo le strade abbondavano i rami degli alberi che avevano ceduto per l'accumulo nevoso.

Carro armato utilizzato come spalaneve nelle vie cittadine milanesi

In Lombardia le scuole restarono chiuse per una settimana, tranne a Milano, dove furono riaperte prima. L'esercito intervenne per le principali arterie del centro, ma le vie minori non poterono essere sgomberate costringendo gli studenti (in molte zone della città) a recarsi a scuola con difficoltà, anche perché per rimuovere la neve dalle strade erano stati forzatamente utilizzati mezzi non specifici (a es. gli escavatori) che l'avevano accumulata in alcuni punti dei marciapiedi, o tra le strade e i marciapiedi, rendendo ancor più difficile la circolazione dei pedoni e i loro attraversamenti delle strade.
L'amministrazione comunale milanese fu accusata di non aver provveduto a compilare in autunno la lista degli spalatori occasionali da mobilitare per le emergenze; a tale accusa si replicò sostenendo che al solito appello annuale non vi era stata adeguata risposta di potenziali spalatori.
La neve raccolta entro il centro urbano da vari autocarri fu scaricata e accumulata in campi periferici alla città, dove resistette fino a primavera inoltrata, annerendosi sempre più col passare del tempo a causa dell'inquinamento cittadino.
L'evento è tuttora impresso nei ricordi di coloro che lo vissero anche perché, dopo un paio di anni, ci furono tre inverni consecutivi senza fiocchi di neve in molte zone d'Italia.

### Ricordi dell'evento nella musica, letteratura e teatro

Spalaneve in azione allo stadio Comunale di Torino il 16 gennaio 1985, nelle ore precedenti la finale di Supercoppa UEFA tra e

Il gruppo rock Bluvertigo intitolò il suo terzo album Zero - ovvero la famosa nevicata dell'85, in ricordo dell'ultimo momento in cui, a detta del complesso, la moderna e attrezzata Lombardia andò in crisi.
All'interno dell'album Dopoguerra del gruppo rock italiano Klimt 1918 è presente la canzone Snow of '85, ambientata durante questa famosa nevicata.
Piero Colaprico e Pietro Valpreda, ispirati dalla nevicata, hanno scritto un romanzo giallo La nevicata dell'85
ambientato nella Milano bloccata dalla neve.
La vicenda di un altro romanzo giallo, Asso di picche, scritto da Luciano Secchi, con protagonista il detective Riccardo Finzi, s svolge anch'essa durante quel frangente meteorologico.
Emilio Russo ha scritto Diario Anni Ottanta, un dramma teatrale ove sette personaggi sono bloccati dalla nevicata in un bar di Milano. L'opera è stata rappresentata al teatro Filodrammatici di Milano durante la stagione 2006/2007.
Nel 2008 si è formata la band La nevicata dell'85, molto attiva nella scena indipendente lombarda. L'omonimo album di debutto è uscito nel 2010 per Fumaio Records.
Nel 2011, il cantautore bresciano Beppe Donadio pubblica la canzone Il primo uomo sulla neve, cantata in coppia con Fabio Concato.
Nel 2024 viene pubblicato il libro "La nevicata del secolo - L'Italia nel 1985" da Arnaldo Greco e Pasquale Palmieri, in cui tale fatto viene eviscerato nella sua cronologia ed utilizzato per descrivere il contesto sociale dell'Italia in quell'anno.

## Interpellanze parlamentari
Il blocco quasi generale della circolazione e degli aeroporti, causato dalla nevicata, fu oggetto di numerose interpellanze da parte di parlamentari durante la seduta della Camera dei deputati del 16 gennaio 1985.
La risposta del governo Craxi fu affidata sia al ministro dei trasporti Claudio Signorile sia al ministro per il coordinamento della protezione civile Giuseppe Zamberletti.
Signorile osservò che ... il carattere eccezionale, realmente eccezionale, delle precipitazioni e delle condizioni meteorologiche... aggiungendo, a discolpa dei disservizi lamentati nelle interpellanze, che ... il riferimento al 1956 è solo parzialmente esatto, dal momento che, se genericamente la tendenza meteorologica è stata sul tipo di quella del 1956, l'intensità delle precipitazioni, la situazione delle temperature e la gravità delle conseguenze sono state nettamente superiori..., proponendo inoltre paragoni con disservizi avvenuti in altri paesi europei in simili condizioni.
Zamberletti riferì che aveva ... disposto il trasferimento di unità del genio del IV corpo d'armata, della regione nord-est, in supporto alla realtà metropolitana lombarda e soprattutto della città di Milano.... Questi reparti erano posti a disposizione della Prefettura di Milano in coordinamento coi sindaci locali.

## Altre notevoli nevicate in Italia settentrionale
- L'inverno tra il 1946 e il 1947 passerà alla storia come uno dei più freddi e nevosi di sempre per il nord Italia. Il mese di gennaio trascorse all'insegna del gelo causato da frequenti incursioni dell'anticiclone termico russo-siberiano in sede Europea. Molte importanti città del nord (Torino-Milano-Venezia) toccarono temperature minime inferiori ai -10 °C nel corso della prima decade. L'osservatorio di Milano Brera registrò nel primo mese dell'anno temperature negative per tutti i 31 giorni, 19 dei quali con temperatura massima sotto lo zero. La media mensile fu di -2,59 °C inferiore alla norma. A inizio febbraio si verificò quella che fino al 1985 rimase catalogata come "La nevicata del XX secolo". Il continuo afflusso da est di aria fredda dei giorni precedenti aveva posto le basi per l'instaurarsi di un solido "cuscinetto di aria fredda" in Pianura padana, ideale per abbondanti nevicate. Il 2 febbraio giunse da ovest un'intensa perturbazione atlantica con minimo posizionato tra Inghilterra e Francia profondo 975 hPa. Il 3 febbraio Milano fu interessata da una modesta nevicata di 10 cm, che si dovettero però sommare a quelli della notte successiva. Infatti tra le 19:00 di lunedì 3 e le 14:00 di martedì 4 nel capoluogo lombardo caddero 50 cm di neve che paralizzarono la vita cittadina. Gran parte del Nord Ovest italiano rimase bloccato da una nevicata che lasciò al suolo a seconda delle zone 20 cm - 80 cm di neve. Si citano sempre gli inverni del 1929, 1933, 1956 e 1985, ma uno dei più nevosi fu proprio quello del 1947 con accumulo finale di 116 cm per la città di Milano. Il record spetta all'inverno del 1978 con 125,0 cm.
- Tra il 4 e il 5 gennaio 1954 pesanti nevicate interessarono molte zone della pianura padana. In circa 24 ore caddero 60 cm a Torino e Brescia, 50 a Milano, 90 a Piacenza e Cremona, 55 a Reggio Emilia, 35 a Bologna e 45 a Vicenza.[12]
- Nel febbraio 1956 si registrò un'ondata di freddo eccezionale, accompagnata da intense nevicate: il 2 febbraio la Pianura padana scese sotto l'isoterma -15 °C a 850 hPa, mentre la -20 °C abbracciò interamente le Alpi e bufere di neve interessano tutto il nord e già il 4 febbraio tutte le precipitazioni, in atto su buona parte dell'Italia, erano oramai nevose; il 13 febbraio giunsero nuove correnti gelide dalla valle del Rodano, determinando temperature rigidissime in quota che avvolsero tutto il nord e determinarono intense nevicate, ma gelo e precipitazioni insistettero ancora nei giorni successivi e nuove nevicate si ripeterono in particolare il 18 febbraio su tutto il centro-nord e la neve continuò fino al 20 febbraio.
- L'inverno tra il 1977 e il 1978 va ricordato per l'alto numero (almeno una decina) di eventi nevosi che furono registrati nell'Italia settentrionale. A Trento e Varese caddero più di 200 cm, nel Milanese circa 125 cm.[13] Disagi si ebbero in molte località per il pericoloso accumulo di neve sui tetti delle case.
- Tra il 26, 27 e il 28 gennaio 2006, sempre nell'Italia settentrionale, si verificò un'altra nevicata eccezionale. La sua particolarità fu che, pur essendo meno abbondante di quella del 1985 – durò metà del tempo (36-40 ore) – fece registrare un'intensità e una velocità d'innalzamento del manto nevoso da primato. Particolare fu anche la velocità con cui parte del manto nevoso si sciolse a causa della pioggia che seguì la nevicata e al successivo consistente aumento termico; la poca neve rimasta però restò al suolo per più di 15-25 giorni. La regione più colpita fu la Lombardia, con accumuli di 40–60 cm nel Milanese[14], 50–70 cm a Como e 78 cm a Varese; mentre in Valganna e Valmarchirolo (valli a nord di Varese) si misurarono circa 115 cm. Oltre al capoluogo regionale, vennero maggiormente colpite le zone della Brianza monzese e lecchese con 65/70 cm di neve. Anche il Trentino venne colpito dall'intensa nevicata: a Trento si superarono i 70–80 cm di accumulo, nella zona di Rovereto circa 50–60 cm e nell'alto Garda trentino (Riva del Garda) oltre 40–45 cm. A Genova l'accumulo fu di 25–50 cm.